# Rattle and Hum
Rattle and Hum este titlul unui album și al unui film ambele înregistrate de formația rock irlandeză U2 și lansate împreună în 1988. 
Albumul, realizat după turneul din 1987 intitulat Joshua Tree Tour, este un amestec de melodii noi, înregistrări live și coveruri. În acest album formația a adoptat un stil influențat de roots rock, blues-rock, folk rock, și country, într-o manieră mai pronunțată decât albumul anterior, The Joshua Tree. Filmul relatează turneul Joshua Tree Tour din Statele Unite și prezintă experiența membrilor ei cu muzica americană. Deși albumul și filmul doreau să prezinte formația aducând un omagiu legendelor rockului, criticii au afirmat că U2 încearcă să se pună alături de acești artiști.